# Konsole (KDE)
Konsole ist die Terminalemulation des K Desktop Environment, die auf unixoiden Systemen läuft. Es unterstützt Unterfenster, Verlauf, Drucken und Lesezeichen. Einige Anwendungen wie Konqueror und Kate verwenden Konsole als KPart. Konsole war die erste komplett neu geschriebene Terminalemulation und nicht wie die meisten anderen auf xterm oder xvt aufgebaut.
Mit der Konsole können innerhalb einer Session mehrere Instanzen in Reitern geladen und das Fenster horizontal wie vertikal geteilt werden, auch mehrfach. Darüber hinaus können je nach Bedarf des Nutzers eine Bildlaufleiste, eine Menüleiste und die Reiterleiste an- und ausgeschaltet werden.
Ebenso lassen sich Zeichensatz, Farbschemata und Tastaturzuordnung einstellen und in Profilen abspeichern.